# Aýna
Aýna er en by og kommune i det sydøstlige Spanien i provinsen Albacete. Den har et indbyggertal på 608 (2024) indbyggere.